# 天津公交331路
天津公交331路，是天津市河北区的一条微循环公交路线，由天津公交集团第一客运有限公司运营，是宿纬路单向循环线，服务于天津市河北区鸿顺里街道。

## 历史
自2023年12月15日起，第一客运公司开通331路，线路为“宿纬路公交站单向环线”，具体设站如下：
宿纬路、辰良里、日方里、河滨花园、世纪天乐、金钢桥、河北三马路、觉悟社纪念馆、月皓里、中山路地铁站、宿纬路。
自2024年6月1日起，331路调整走向，具体设站如下：
宿纬路、辰良里、日方里、河滨花园、世纪天乐、金钢桥、金钢桥、世纪天乐、河滨花园、第九八三医院、河北五马路、觉悟社纪念馆、月皓里、辰曲里、河北四马路、新开河地铁站、北站地铁站、北站、中山路地铁站、宿纬路。

## 配车
| 自编号 | 车牌       | 车型        | 备注         |
| 1-1763 | 津A 06001D | ZK6706BEVG2 | 并非长期使用 |
| 1-1764 | 津A 03050D | ZK6706BEVG2 |              |
| 1-1766 | 津A 07207D | ZK6706BEVG2 |              |